# Criminologia
A criminologia é o conjunto de conhecimentos a respeito do crime, da criminalidade e suas causas, da vítima, do controle social do ato criminoso, bem como da personalidade do criminoso e da maneira de ressocializá-lo. Etimologicamente o termo deriva do latim crimino ("crime") e do grego logos ("tratado" ou "estudo"), seria portanto o "estudo do crime".
É uma ciência empírica, por basear-se na experiência da observação, nos fatos e na prática, mais do que em opiniões e argumentos, e também interdisciplinar, por ser formada pelo diálogo de uma série de ciências e disciplinas, tais como a biologia, a psicopatologia, a sociologia, política, a antropologia, o direito, a criminalística, a filosofia e outros.
A palavra "Criminologia" foi empregada pela primeira vez por Paul Topinard em 1883, e aplicada internacionalmente pelo italiano Raffaele Garofalo em 1885, em sua obra Criminologia.
Criminologia (do latim crimen, "acusação", e do grego antigo -λογία, -logia, de λόγος logos que significa: "palavra, razão") é o estudo do crime e do comportamento humano desviante. A criminologia é um campo interdisciplinar nas ciências comportamentais e sociais, que se baseia principalmente na pesquisa de sociólogos, cientistas políticos, economistas, psicólogos, filósofos, psiquiatras, biólogos, antropólogos sociais, bem como estudiosos do direito.
Criminologistas são as pessoas que trabalham e pesquisam o estudo do crime e a resposta da sociedade ao crime. Alguns criminologistas examinam padrões comportamentais de possíveis criminosos. Geralmente, os criminologistas realizam pesquisas e investigações, desenvolvendo teorias e analisando padrões empíricos.
Os interesses dos criminologistas incluem o estudo da natureza do crime e dos criminosos, origens do direito penal, etiologia do crime, reação social ao crime e o funcionamento das agências de aplicação da lei e das instituições penais. Pode-se dizer amplamente que a criminologia orienta suas investigações em três linhas: primeiro, investiga a natureza do direito penal e sua administração e as condições em que se desenvolve; segundo, analisa a causação do crime e a personalidade dos criminosos; e terceiro, estuda o controle do crime e a reabilitação dos infratores. Assim, a criminologia inclui no seu âmbito as atividades dos órgãos legislativos, agências de aplicação da lei, instituições judiciárias, instituições correcionais e agências sociais educacionais, privadas e públicas.

## Perspectiva Geral sobre a formação da teoria criminológica
Quando surgiu, a criminologia tratava de explicar a origem da delinquência (crime), utilizando o método das ciências naturais, a etiologia, ou seja, buscava a causa do delito.
A criminologia é dividida em escola clássica (Beccaria, século XVIII), escola positiva (Lombroso, século XIX) e escola sociológica (final do século XIX).
Academicamente a Criminologia começa com a publicação da obra de Cesare Lombroso chamada L'Uomo Delinquente ("O Homem Delinquente", em tradução livre), em 1876. Sua tese principal era a do delinquente nato. Com isto, Lombroso pretendia identificar o criminoso por intermédio de sua aparência física (orelha, tamanho da cabeça, ossos, cor da pele, olhos) e inclusive, de procedência espacial (asiáticos, indígenas, etc.) o que se comprovou completamente equivocado.
Porém, até os dias atuais o sistema penal vive o dilema de selecionar os suspeitos especialmente pelos seus estigmas. Em 2004, Carlos Roberto Bacila fez uma releitura histórica do crime, apresentando a tese dos estigmas como metarregras, na qual realizou um amplo estudo sobre os preconceitos de todas as naturezas (racial, mulher, pobreza, religião, física etc.) e as influências deles no sistema penal.
Já existiram várias tendências causais na criminologia. Baseado em Rousseau, a criminologia deveria procurar a causa do delito na sociedade; baseado em Lombroso, para erradicar o delito deveríamos encontrar a eventual causa no próprio delinquente e não no meio. Enquanto um extremo que procura todas as causas de toda criminalidade na sociedade, o outro, organicista, investigava o arquétipo do criminoso nato (um delinquente com determinados traços morfológicos, influência do Darwinismo). (Veja Rousseau, Personalidade Criminosa)
Isoladamente, tanto as tendências sociológicas, quanto as orgânicas fracassaram. Hoje em dia fala-se no elemento bio-psico-social. Volta a tomar força os estudos de endocrinologia, que associam a agressividade do delinquente à testosterona (hormônio masculino), os estudos de genética ao tentar identificar no genoma humano um possível conjunto de "genes da criminalidade" (fator biológico ou endógeno), e ainda há os que atribuem a criminalidade meramente ao ambiente (fator mesológico), como fruto de transtornos como a violência familiar, a falta de oportunidades, etc.
Lombroso é considerado o marco da Escola Positivista, em termos filosóficos encontramos Augusto Comte. Esta escola italiana critica os da Escola Clássica, como Beccaria e Bentham, no que diz respeito à utilização de uma metodologia lógico-dedutiva, metafísica, onde não existia a observação empírica dos fatos. As características principais desta escola mostram-se em três pontos: Empirismo (cientificidade, observação e experimentação dos factos. Negação aos pensamentos dedutivos e abstractos); O Criminoso como objecto de estudo (importância do estudo do criminoso como autor do crime. A delinquência é vista como um mero sintoma dos instintos criminogéneos do sujeito. Deve-se procurar trabalhar com estes instintos por forma a evitar o crime); Determinismo.
Ele aborda o delinquente através de um caráter plurifatorial, para ele o indivíduo é compelido a delinquir por causas externas, as quais não consegue controlar, assim, as penas teriam o objetivo de proteção da sociedade e de [reeducação] do delinquente.
Como em outras ciências, também em criminologia se tem tentado eliminar o conceito de "causa", substituindo-o pela ideia de "fator". Isso implica o reconhecimento de não apenas uma causa mas, sobretudo, de fatores que possam desencadear o efeito criminoso (fatores biológicos, psíquicos, sociais...). Uma das funções principais da criminologia é estabelecer uma relação estreita entre três disciplinas consideradas fundamentais: a psicopatologia, o direito penal e a ciência político-criminal.
Outra atribuição da criminologia é, por exemplo, elaborar uma série de teorias e hipóteses sobre as razões para o aumento de um determinado delito. Os criminólogos se encarregam de dar esse tipo de informação a quem elabora a política criminal, os quais, por sua vez, idealizarão soluções, proporão leis, etc. Esta última etapa se faz através do direito penal. Posteriormente, outra vez mais o criminólogo avaliará o impacto produzido por essa nova lei na criminalidade.
Interessam ao criminólogo as causas e os motivos para o fato delituoso. Normalmente ele procura fazer um diagnóstico do crime e uma tipologia do criminoso, assim como uma classificação do delito cometido. Essas causas e motivos abrangem desde avaliação do entorno prévio ao crime, os antecedentes vivenciais e emocionais do delinquente, até a motivação que leva o agressor a praticar pragmática o crime.

## Escolas de pensamento principais
Havia três principais escolas de pensamento na teoria criminológica inicial, abrangendo o período de meados do século XVIII a meados do século XX: Escola Clássica, Escola Positivista e Escola de Chicago. Essas escolas de pensamento foram substituídas por vários paradigmas contemporâneos da criminologia, como a subcultura, controle, tensão, rotulagem, criminologia crítica, criminologia cultural, criminologia pós -moderna, criminologia feminista e outros discutidos abaixo.

### Clássica
A escola clássica surgiu em meados do século XVIII e tem sua base na filosofia utilitarista. Cesare Beccaria, autor de Dos Delitos e das Dos Delitos e das Penas (1763–64), Jeremy Bentham (inventor do termo panóptico), e outros filósofos desta escola argumentaram:
1. As pessoas têm livre arbítrio para escolher como agir.
2. A base para a dissuasão é a ideia de que os humanos são 'hedonistas' que buscam prazer e evitam a dor, e 'calculadoras racionais' que pesam os custos e benefícios de cada ação. Ignora a possibilidade de irracionalidade e impulsos inconscientes como ' motivadores '.
3. A punição (de severidade suficiente) pode dissuadir as pessoas do crime, pois os custos (penalidades) superam os benefícios, e a severidade da punição deve ser proporcional ao crime.
4. Quanto mais rápida e segura for a punição, mais eficaz será a dissuasão do comportamento criminoso.[10]

Esta escola se desenvolveu durante uma grande reforma na penologia, quando a sociedade começou a projetar prisões por causa da punição extrema. Este período também viu muitas reformas legais, a Revolução Francesa e o desenvolvimento do sistema legal nos Estados Unidos.

### Positivista
A escola positivista argumenta que o comportamento criminoso vem de fatores internos e externos fora do controle do indivíduo. Seu principal método de pensamento é que os criminosos nascem como criminosos e não se transformam neles. Essa escola de pensamento também apóia a teoria da natureza no debate entre natureza versus criação. Eles também argumentam que o comportamento criminoso é inato e é algo natural dentro de uma pessoa. Os filósofos desta escola aplicaram o método científico para estudar o comportamento humano. O positivismo compreende três segmentos: positivismo biológico, psicológico e social.
O positivismo biológico é a crença de que esses criminosos e seu comportamento criminoso derivam de "desequilíbrios químicos" ou "anormalidades" dentro do cérebro ou do DNA devido a "defeitos" internos básicos.  O Positivismo Psicológico é o conceito de que atos criminosos ou as pessoas que cometem tais crimes os fazem por causa de fatores internos que os impulsionam. Difere do positivismo biológico que diz que os criminosos nascem criminosos, enquanto a perspectiva psicológica reconhece que os fatores internos são resultados de fatores externos, como, mas não limitado a, pais abusivos, relacionamentos abusivos, problemas com drogas, etc.  O Positivismo Social, muitas vezes referido como Positivismo Sociológico, discute o processo de pensamento que os criminosos são produzidos pela sociedade. Esta escola alega que baixos níveis de renda, altas taxas de pobreza/desemprego e sistemas educacionais precários criam e alimentam criminosos e crimes.

#### Personalidade criminosa
A noção de ter uma personalidade criminosa é derivada da escola de pensamento do positivismo psicológico. Significa essencialmente que partes da personalidade de um indivíduo têm traços que se alinham com muitos daqueles possuídos por criminosos, como neuroticismo, tendências anti-sociais, comportamentos agressivos e outros fatores. Há evidências de correlação, mas não de causalidade, entre esses traços de personalidade e ações criminosas.

### Teoria Italiana
Cesare Lombroso (1835-1909), um sociólogo italiano trabalhando no final do século XIX, é muitas vezes chamado de "o pai da criminologia ". Ele foi um dos principais contribuintes para o positivismo biológico e fundou a escola italiana de criminologia. Lombroso adotou uma abordagem científica, insistindo em evidências empíricas para estudar o crime. Ele sugeriu que traços fisiológicos, como as medidas das maçãs do rosto ou da linha do cabelo, ou uma fenda palatina, poderiam indicar tendências criminosas " atávicas ". Esta abordagem, cuja influência veio através da teoria da frenologia e da teoria da evolução de Charles Darwin, foi substituído. Enrico Ferri, um estudante de Lombroso, acreditava que fatores sociais e biológicos desempenhavam um papel, e acreditava que os criminosos não deveriam ser responsabilizados quando os fatores que causavam sua criminalidade estavam além de seu controle. Os criminologistas rejeitaram as teorias biológicas de Lombroso desde que os grupos de controle não foram usados em seus estudos.

### Positivismo sociológico
O positivismo sociológico sugere que fatores sociais como pobreza, pertencimento a subculturas ou baixos níveis de educação podem predispor as pessoas ao crime. Adolphe Quetelet usou dados e análises estatísticas para estudar a relação entre crime e fatores sociológicos. Ele descobriu que idade, sexo, pobreza, educação e consumo de álcool eram fatores importantes para o crime. Lance Lochner realizou três experimentos de pesquisa diferentes, cada um provando que a educação reduz o crime. Rawson W. Rawson usou estatísticas criminais para sugerir uma ligação entre densidade populacional e taxas de criminalidade, com cidades lotadas produzindo mais crimes. Joseph Fletcher e John Glyde leram artigos para a Statistical Society of London sobre seus estudos sobre o crime e sua distribuição. Henry Mayhew usou métodos empíricos e uma abordagem etnográfica para abordar questões sociais e pobreza, e deu seus estudos em London Labor and the London Poor (Trabalho e Pobreza em Londres). Émile Durkheim via o crime como um aspecto inevitável de uma sociedade com distribuição desigual de riqueza e outras diferenças entre as pessoas.

### Associação diferencial (subcultural)
A associação diferencial (subcultural) ou teoria do aprendizado social postula que as pessoas aprendem o crime por meio da associação. Essa teoria foi defendida por Edwin Sutherland, que se concentrou em como "uma pessoa se torna delinquente por causa de um excesso de definições favoráveis à violação da lei sobre as definições desfavoráveis à violação da lei". Associar-se a pessoas que podem tolerar a conduta criminosa ou justificar o crime em circunstâncias específicas aumenta a probabilidade de uma pessoa adotar esse ponto de vista, segundo sua teoria. Interagir com esse tipo de colega "antissocial" é uma das principais causas de delinquência. Reforçar o comportamento criminoso o torna crônico. Onde há subculturas criminosas, muitos indivíduos aprendem sobre o crime, e as taxas de criminalidade aumentam nessas áreas.

### Escola de Chicago
A escola de Chicago surgiu no início do século XX, através do trabalho de Robert E. Park, Ernest Burgess e outros sociólogos urbanos da Universidade de Chicago. Na década de 1920, Park e Burgess identificaram cinco zonas concêntricas que muitas vezes existem à medida que as cidades crescem, incluindo a " zona de transição ", que foi identificada como a mais volátil e sujeita à desordem. Na década de 1940, Henry McKay e Clifford R. Shaw concentraram-se em delinquentes juvenis, constatando que estavam concentrados na zona de transição. A Escola de Chicago de Criminologia foi uma escola de pensamento desenvolvida que culpa as estruturas sociais pelos comportamentos humanos. Esse pensamento pode ser associado ou utilizado dentro da criminologia, pois assume essencialmente a postura de defesa de criminosos e de condutas criminosas. A defesa e o argumento residem no pensamento de que essas pessoas e seus atos não são culpas delas, mas na verdade o resultado da sociedade (ou seja, desemprego, pobreza, etc.), e essas pessoas estão, de fato, se comportando corretamente.
Os sociólogos da escola de Chicago adotaram uma abordagem de ecologia social para estudar as cidades e postularam que os bairros urbanos com altos níveis de pobreza muitas vezes experimentam um colapso na estrutura social e nas instituições , como família e escolas. Isso resulta em desorganização social, o que reduz a capacidade dessas instituições de controlar o comportamento e cria um ambiente propício para o comportamento desviante. Outros pesquisadores sugeriram uma ligação social-psicológica adicional. Edwin Sutherland sugeriu que as pessoas aprendam o comportamento criminoso de criminosos mais velhos e experientes com quem possam se associar. Perspectivas teóricas usadas em criminologia incluem psicanálise, funcionalismo, interacionismo, marxismo, econometria, teoria de sistemas, pós- modernismo, genética, neuropsicologia, psicologia evolutiva, etc.

### Teorias da estrutura social
Esta teoria é aplicada a uma variedade de abordagens dentro das bases da criminologia em particular e na sociologia mais geralmente como uma teoria de conflito ou perspectiva de conflito estrutural em sociologia e sociologia do crime. Como essa perspectiva é ampla o suficiente, abrangendo uma diversidade de posições.

#### Desorganização
A teoria da desorganização social é baseada no trabalho de Henry McKay e Clifford R. Shaw da Escola de Chicago (Sociologia).  A teoria da desorganização social postula que os bairros atormentados pela pobreza e privação econômica tendem a experimentar altas taxas de rotatividade da população. Esta teoria sugere que o crime e o desvio são valorizados dentro de grupos da sociedade, 'subculturas' ou 'gangues'. Esses grupos têm valores diferentes da norma social. Esses bairros também tendem a ter alta heterogeneidade populacional. Com alta rotatividade, a estrutura social informal muitas vezes não se desenvolve, o que, por sua vez, dificulta a manutençãoordem social em uma comunidade.

#### Ecologia
Desde a década de 1950, os estudos de ecologia social se basearam nas teorias da desorganização social. Muitos estudos descobriram que as taxas de criminalidade estão associadas à pobreza, desordem, alto número de prédios abandonados e outros sinais de deterioração da comunidade. À medida que as pessoas trabalhadoras e de classe média deixam os bairros em deterioração, as parcelas mais desfavorecidas da população podem permanecer. William Julius Wilson sugeriu um "efeito de concentração" da pobreza, que pode fazer com que os bairros fiquem isolados do mainstream (corrente dominante) da sociedade e se tornem propensos à violência.

#### Tensão
A teoria da tensão, também conhecida como Anomia Mertoniana, avançada pelo sociólogo americano Robert Merton, sugere que a cultura dominante, especialmente nos Estados Unidos, está saturada de sonhos de oportunidade, liberdade e prosperidade – como Merton colocou, o sonho americano. A maioria das pessoas acredita nesse sonho, e ele se torna um poderoso motivador cultural e psicológico. Merton também usou o termo anomia, mas significava algo ligeiramente diferente para ele do que para Durkheim. Merton viu o termo como significando uma dicotomiaentre o que a sociedade esperava de seus cidadãos e o que esses cidadãos poderiam realmente alcançar. Portanto, se a estrutura social de oportunidades é desigual e impede a maioria de realizar o sonho, alguns dos desanimados recorrerão a meios ilegítimos (crime) para realizá-lo. Outros vão recuar ou cair em subculturas desviantes (como membros de gangues, ou o que ele chama de " vagabundos "). Robert Agnew desenvolveu ainda mais essa teoria para incluir tipos de tensão que não eram derivados de restrições financeiras. Isso é conhecido como teoria geral da deformação.

#### Subcultural
Seguindo a escola de Chicago (Sociologia) e a teoria da tensão, e também com base na ideia de associação diferencial de Edwin Sutherland, os teóricos subculturais se concentraram em pequenos grupos culturais se fragmentando do mainstream para formar seus próprios valores e significados sobre a vida. Albert K. Cohen vinculou a teoria da anomia com a ideia de formação da reação de Sigmund Freud, sugerindo que a delinquência entre os jovens de classe baixa é uma reação contra as normas sociais da classe média. Alguns jovens, especialmente de áreas mais pobres onde as oportunidades são escassas, podem adotar normas sociais específicas para esses lugares que podem incluir "dureza" e desrespeito à autoridade. Atos criminosos podem resultar quando os jovens se conformam com as normas da subcultura desviante. Richard Cloward e Lloyd Ohlin sugeriram que a delinquência pode resultar de uma oportunidade diferenciada para jovens de classe baixa. Esses jovens podem ser tentados a assumir atividades criminosas, escolhendo um caminho ilegítimo que lhes proporcione benefícios econômicos mais lucrativos do que os convencionais, em detrimento de opções legais, como empregos com salário mínimo disponíveis para eles.
A delinquência tende a ocorrer entre os homens da classe trabalhadora mais baixa que têm falta de recursos disponíveis e vivem em áreas empobrecidas, como mencionado extensivamente por Albert Cohen (Cohen, 1965). O viés é conhecido por ocorrer entre as agências de aplicação da lei, onde os policiais tendem a colocar um viés em grupos minoritários, sem saber ao certo se eles cometeram um crime ou não. Os delinquentes também podem cometer crimes para garantir fundos para si ou para seus entes queridos, como cometer um assalto à mão armada, conforme estudado por muitos estudiosos.  Os teóricos subculturais britânicos se concentraram mais fortemente na questão da classe, onde algumas atividades criminosas eram vistas como "soluções imaginárias" para o problema de pertencer a uma classe subordinada. Um estudo mais aprofundado da escola de Chicago analisou as gangues e a influência da interação dos líderes das gangues sob a observação de adultos. Sociólogos como Raymond D. Gastil exploraram o impacto de uma cultura sulista de honra nas taxas de crimes violentos.

#### Teoria do Controle
Outra abordagem é feita pela teoria do vínculo social ou do controle social. Em vez de buscar os fatores que fazem as pessoas se tornarem criminosas, essas teorias tentam explicar por que as pessoas não se tornam criminosas. Travis Hirschi identificou quatro características principais: "apego aos outros", "crença na validade moral das regras", "compromisso com a realização" e "envolvimento em atividades convencionais". Quanto mais uma pessoa apresenta essas características, menor a probabilidade de ela se tornar desviante (ou criminosa). Por outro lado, se esses fatores não estiverem presentes, é mais provável que uma pessoa se torne um criminoso. Hirschi expandiu essa teoria com a ideia de que uma pessoa com baixo autocontrole é mais provável que se torne criminoso. Ao contrário da maioria das teorias de criminologia, elas não analisam por que as pessoas cometem crimes, mas sim por que elas não cometem crimes.
Um exemplo simples: Alguém quer um grande iate, mas não tem condições de comprar um. Se a pessoa não pode exercer o autocontrole, ela pode tentar obter o iate (ou os meios para isso) de maneira ilegal, enquanto alguém com alto autocontrole (mais provavelmente) esperará, negará a si mesmo o que deseja. ou buscar uma solução intermediária inteligente, como ingressar em um iate clube para usar um iate pela consolidação do grupo de recursos sem violar as normas sociais. Os vínculos sociais, por meio de colegas, pais e outros, podem ter um efeito contrário ao baixo autocontrole. Para as famílias de baixo nível socioeconômico, um fator que distingue as famílias com filhos delinquentes, daqueles que não são delinquentes, é o controle exercido pelos pais ou acompanhantes. Além disso, teóricos como David Matza e Gresham Sykes argumentaram que os criminosos são capazes de neutralizar temporariamente as restrições morais e sociocomportamentais internas por meio de técnicas de neutralização.

#### Psicanalítica
A psicanálise é uma teoria psicológica (e terapia) que considera a mente inconsciente, memórias reprimidas e traumas, como os principais impulsionadores do comportamento, especialmente o comportamento desviante. Sigmund Freud fala sobre como o desejo inconsciente de dor se relaciona com a psicanálise em seu ensaio, Além do Princípio do Prazer. Freud sugeriu que impulsos inconscientes como 'compulsão de repetição' e 'pulsão de morte' podem dominar a criatividade de uma pessoa, levando a um comportamento autodestrutivo. Phillida Rosnick, no artigo Mental Pain and Social Trauma, postula uma diferença nos pensamentos de indivíduos que sofrem de dor inconsciente traumática que corresponde a eles terem pensamentos e sentimentos que não são reflexos de seu verdadeiro eu. Há correlação suficiente entre esse estado mental alterado e a criminalidade para sugerir causalidade. Sander Gilman, no artigo Freud and the Making of Psychoanalysis, procura evidências nos mecanismos físicos do cérebro humano e do sistema nervoso e sugere que há uma ligação direta entre um desejo inconsciente de dor ou punição e o impulso para cometer crimes ou atos desviantes.

### Interacionismo simbólico
O interacionismo simbólico baseia-se na fenomenologia de Edmund Husserl e George Herbert Mead, bem como na teoria subcultural e na teoria do conflito. Essa escola de pensamento se concentrou na relação entre o estado, a mídia e a elite dominante conservadora e outros grupos menos poderosos. Os grupos poderosos tinham a capacidade de se tornar o “outro significativo” nos processos de geração de significado dos grupos menos poderosos. Os primeiros poderiam, até certo ponto, impor seus significados aos segundos; portanto, eles foram capazes de "rotular" os menores delinquentes como criminosos. Esses jovens muitas vezes aceitavam o rótulo, se entregavam ao crime mais facilmente e se tornavam atores da " profecia auto-realizável " dos grupos poderosos. Desenvolvimentos posteriores neste conjunto de teorias foram por Howard Becker e Edwin Lemert , em meados do século XX. Stanley Cohen desenvolveu o conceito de "pânico mora " descrevendo a reação da sociedade a fenômenos sociais espetaculares e alarmantes (por exemplo, culturas juvenis pós-Segunda Guerra Mundial como os Mods e Rockers (subcultura de conflito) no Reino Unido em 1964, epidemia de AIDS e vandalismo no futebol).

### Teoria da rotulagem ou do Etiquetamento
A teoria da rotulagem refere-se a um indivíduo que é rotulado de uma maneira particular e foi estudado em grande detalhe por Becker.  Ele vem originalmente da sociologia, mas é usado regularmente em estudos criminológicos. Diz-se que quando alguém recebe o rótulo (etiquetamento) de criminoso, pode rejeitá-lo ou aceitá-lo e continuar cometendo crime. Mesmo aqueles que inicialmente rejeitam o rótulo podem eventualmente aceitá-lo à medida que o rótulo se torna mais conhecido, principalmente entre seus pares. Esse estigma pode se tornar ainda mais profundo quando os rótulos tratam do desvio, e acredita-se que essa estigmatização pode levar à amplificação do desvio. Malcolm Klein realizou um teste que mostrou que a teoria da rotulagem afetava alguns jovens infratores, mas não outros.

### Teoria do traidor
Do outro lado do espectro, o criminologista Lonnie Athens desenvolveu uma teoria sobre como um processo de brutalização por pais ou colegas que geralmente ocorre na infância resulta em crimes violentos na idade adulta. O livro Why They Kill (Por que eles matam?), de Richard Rhodes, descreve as observações de Lonnie Athens sobre a violência doméstica e social nos antecedentes dos criminosos. Tanto Lonnie Athens quanto Rhodes rejeitam as teorias de herança genética.

### Teoria da escolha racional
A teoria da escolha racional é baseada nas filosofias utilitárias e clássicas da escola de Cesare Beccaria, que foram popularizadas por Jeremy Bentham. Eles argumentaram que a punição, se certa, rápida e proporcional ao crime, era um impedimento para o crime, com riscos superando os possíveis benefícios para o infrator. Em Dos Delitos e Das Penas (1763-1764), Beccaria defendia uma penologia racional. Beccaria concebia a punição como a aplicação necessária da lei para um crime; assim, o juiz era simplesmente para confirmar sua sentença à lei. Beccaria também distinguia entre crime e pecado, e defendia contra a pena de morte, bem como torturas e tratamentos desumanos, pois não os considerava impedimentos racionais. Esta filosofia foi substituída pelas escolas positivista e a Escola de Chicago (Sociologia) e não foi revivida até a década de 1970 com os escritos de James Q. Wilson, o artigo de 1965 de Gary Becker Crime and Punishment  e o artigo de 1970 de George Stigler The Optimum Enforcement of Laws. A teoria da escolha racional argumenta que os criminosos, como outras pessoas, pesam custos ou riscos e benefícios quando decidem cometer crimes e pensam em termos econômicos. Eles também tentarão minimizar os riscos de crime considerando o tempo, o local e outros fatores situacionais.
Becker, por exemplo, reconheceu que muitas pessoas operam sob uma alta restrição moral e ética, mas considerou que os criminosos veem racionalmente que os benefícios de seu crime superam o custo, como a probabilidade de apreensão e condenação, severidade da punição, bem como sua atual conjunto de oportunidades. Do ponto de vista das políticas públicas, como o custo do aumento da multa é marginal ao custo do aumento da fiscalização, pode-se concluir que a melhor política é maximizar a multa e minimizar a fiscalização. Com essa perspectiva, medidas de prevenção ou redução do crime podem ser planejadas para aumentar o esforço necessário para cometer o crime, como o endurecimento do alvo.  As teorias de escolha racional também sugerem que o aumento do risco e a probabilidade de ser pego, por meio de vigilância adicional, presença de aplicação da lei, iluminação pública adicional e outras medidas, são eficazes na redução do crime.
Uma das principais diferenças entre esta teoria e a teoria da escolha racional de Bentham, que havia sido abandonada na criminologia, é que se Bentham considerava possível aniquilar completamente o crime (através do panóptico), a teoria de Becker reconhecia que uma sociedade não poderia erradicar o crime sob um certo nível. Por exemplo, se 25% dos produtos de um supermercado fossem roubados, seria muito fácil reduzir essa taxa para 15%, muito fácil reduzi-la até 5%, difícil reduzi-la abaixo de 3% e quase impossível reduzi-la a zero. Isso revela que os objetivos do utilitarismo e do liberalismo clássic otêm de ser temperados e reduzidos a propostas mais modestas para serem aplicáveis na prática.
Tais teorias de escolha racional, ligadas ao neoliberalismo, têm estado nos fundamentos da prevenção do crime por meio do design ambiental e sustentam a Abordagem de Redução de Mercado para o roubo  de Mike Sutton, que é um conjunto de ferramentas sistemático para aqueles que procuram focar a atenção em "facilitadores do crime " atacando os mercados de bens roubados que motivam os ladrões a fornecê-los por furto.

### Teoria da atividade de rotina
A teoria da atividade de rotina, desenvolvida por Marcus Felson e Lawrence Cohen, baseia-se em teorias de controle e explica o crime em termos de oportunidades de crime que ocorrem na vida cotidiana. Uma oportunidade de crime requer que os elementos surjam no tempo e no lugar, incluindo um ofensor motivado, um alvo ou vítima adequado e a falta de um guardião capaz. Um guardião em um local, como uma rua, pode incluir guardas de segurança ou até mesmo pedestres comuns que testemunhariam o ato criminoso e possivelmente interviriam ou denunciariam às autoridades. A teoria da atividade de rotina foi expandida por John Eck, que acrescentou um quarto elemento de "gerente de local", como gerentes de propriedades de aluguel que podem tomar medidas de redução de incômodos.

### Teoria biossocial
A criminologia biossocial é um campo interdisciplinar que visa explicar o crime e o comportamento antissocial explorando fatores biológicos e ambientais. Enquanto a criminologia contemporânea tem sido dominada por teorias sociológicas, a criminologia biossocial também reconhece as contribuições potenciais de campos como genética, neuropsicologia e psicologia evolutiva. Várias estruturas teóricas, como a teoria neuroandrogênica evolutiva, procuraram explicar as tendências da criminalidade através das lentes da biologia evolutiva. Especificamente, eles procuram explicar por que a criminalidade é muito maior em homens do que em mulheres e por que os homens jovens são mais propensos a apresentar comportamento criminoso. O comportamento agressivo tem sido associado a anormalidades em três principais sistemas reguladores do corpo: sistemas serotoninérgicos, sistemas catecolaminas e eixo hipotálamo-hipófise-adrenocortical. Anormalidades nestes sistemas também são conhecidas por serem induzidas por estresse, seja estresse severo, agudo ou estresse crônico de baixo grau.

### Criminologia Marxista ou Teoria Crítica
Em 1968, jovens sociólogos britânicos formaram o grupo National Deviance Conference (NDC). O grupo era restrito a acadêmicos e era composto por 300 membros. Ian Taylor, Paul Walton e Jock Young – membros do NDC – rejeitaram explicações anteriores de crime e desvio. Assim, eles decidiram buscar uma nova abordagem criminológica marxista. Em The New Criminology, eles argumentaram contra a perspectiva biológica do "positivismo" representada por Lombroso, Hans Eysenck e Gordon Trasler. De acordo com a perspectiva marxista sobre o crime, "o desafio é normal - a sensação de que os homens estão agora conscientemente envolvidos ... em assegurar sua diversidade humana". Assim, os criminologistas marxistas argumentaram em defesa de uma sociedade na qual os fatos da diversidade humana, seja ela social ou pessoal, não seriam criminalizados. Eles atribuíram ainda os processos de criação do crime não a fatos genéticos ou psicológicos, mas à base material de uma determinada sociedade. O crime de Estado é um campo distinto de crimes que é estudado pela criminologia marxista. Esses crimes são conhecidos por serem alguns dos mais caros para a sociedade em termos de dano geral. Fornecendo-nos as causalidades de genocídios, degradação ambiental e guerra. Estes não são crimes que ocorrem por desacato ao próximo. Esses são crimes de poder para dar continuidade a sistemas de controle e hegemonia que permitem que o crime estatal e o crime corporativo estatal, juntamente com criminosos estatais sem fins lucrativos, continuem governando as pessoas.

### Criminologia do Condenado
A criminologia de condenados é uma escola de pensamento no domínio da criminologia. Criminologistas condenados foram diretamente afetados pelo sistema de justiça criminal, muitas vezes tendo passado anos dentro do sistema prisional. Pesquisadores da área de criminologia de condenados, como John Irwin e Stephan Richards, argumentam que a criminologia tradicional pode ser melhor compreendida por aqueles que viveram nas paredes de uma prisão. Martin Leyva argumenta que a "prisão" muitas vezes começa antes da prisão, em casa, na comunidade e nas escolas. De acordo com Rod Earle, a Criminologia de Condenados começou nos Estados Unidos após a grande expansão das prisões na década de 1970, e os EUA ainda continuam sendo o foco principal para aqueles que estudam criminologia de condenados.

### Criminologia Queer (de Gênero)
A criminologia queer é um campo de estudo que se concentra em indivíduos LGBT e suas interações com o sistema de justiça criminal. Os objetivos deste campo de estudo são os seguintes:
- Para entender melhor a história dos indivíduos LGBT e as leis postas contra a comunidade
- Por que os cidadãos LGBT são encarcerados e se ou por que são presos em taxas mais altas do que indivíduos heterossexuais e cisgêneros
- Como ativistas queer lutaram contra leis opressivas que criminalizaram indivíduos LGBT.
- Realizar pesquisas e usá-las como forma de ativismo por meio da educação.[32]

O valor de buscar a criminologia de uma perspectiva teórica queer é contestado; alguns acreditam que não vale a pena pesquisar e não é relevante para o campo como um todo, e como resultado é um assunto que carece de um amplo campo de pesquisa disponível. Por outro lado, pode-se argumentar que esse assunto é altamente valioso para destacar como os indivíduos LGBT são afetados pelo sistema de justiça criminal. Esta pesquisa também tem a oportunidade de “queer” o currículo de criminologia nas instituições de ensino, mudando o foco de controlar e monitorar comunidades LGBT para libertá-las e protegê-las.

### Criminologia Cultural
A criminologia cultural vê o crime e seu controle dentro do contexto da cultura. Ferrell acredita que os criminologistas podem examinar as ações de criminosos, agentes de controle, produtores de mídia e outros para construir o significado do crime. Ele discute essas ações como um meio de mostrar o papel dominante da cultura. Kane acrescenta que a criminologia cultural tem três tropos; vila, rua da cidade e mídia, em que os homens podem ser geograficamente influenciados pelas opiniões da sociedade sobre o que é transmitido e aceito como certo ou errado. A aldeia é onde se engaja nas atividades sociais disponíveis. Vincular a história de um indivíduo a um local pode ajudar a determinar a dinâmica social. A rua da cidade envolve posicionar-se na área cultural. Isso está cheio de pessoas afetadas pela pobreza, saúde precária e crime, e grandes edifícios que afetam a cidade, mas não os bairros. A mídia de massa dá uma visão geral do ambiente e das possíveis outras subculturas que podem existir além de uma área geográfica específica.
Foi mais tarde que Naegler e Salman introduziram a teoria feminista na criminologia cultural e discutiram masculinidade e feminilidade, atração sexual e sexualidade e temas interseccionais. Naegler e Salman acreditavam que o molde de Ferrell era limitado e que eles poderiam contribuir para a compreensão da criminologia cultural estudando mulheres e aqueles que não se encaixam no molde de Ferrell. Hayward acrescentaria mais tarde que não apenas a teoria feminista, mas também a teoria verde, desempenhou um papel na teoria da criminologia cultural através das lentes da adrenalina, da cidade suave, do sujeito transgressor e do olhar atento. A lente da adrenalina trata da escolha racional e do que faz com que uma pessoa tenha seus próprios termos de disponibilidade, oportunidade e baixos níveis de controle social. A perspectiva da cidade "perfeita" lida com a realidade fora da cidade e o sentido imaginário da realidade: o mundo onde a transgressão ocorre, onde a rigidez é enviesada e onde as regras são distorcidas.  O sujeito transgressor refere-se a uma pessoa que é atraída por quebrar regras e está tentando ser ela mesma em um mundo onde todos estão contra ela. O olhar atento é quando alguém, principalmente um etnógrafo, está imerso na cultura e interessado no(s) estilo(s) de vida e nos aspectos simbólicos, estéticos e visuais. Quando examinados, ficam com o conhecimento de que não são todos iguais, mas chegam a um acordo de convivência no mesmo espaço. Através de tudo isso, a perspectiva sociológica da teoria da criminologia cultural tenta entender como o ambiente em que um indivíduo se encontra determina seu comportamento criminoso.

### Teoria da Privação relativa
A privação relativa envolve o processo em que um indivíduo mede seu próprio bem-estar e valor materialista em relação ao de outras pessoas e percebe que elas estão em pior situação em comparação. Quando os humanos não conseguem obter o que eles acreditam que são devidos, eles podem sentir raiva ou ciúme pela noção de que foram injustamente prejudicados. A privação relativa foi originalmente utilizada no campo da sociologia por Samuel A. Stouffer, que foi um dos pioneiros dessa teoria. Stouffer revelou que os soldados que lutaram na Segunda Guerra Mundial mediram seu sucesso pessoal pela experiência em suas unidades e não pelos padrões estabelecidos pelos militares. A privação relativa pode ser constituída por fatores sociais, políticos, econômicos ou pessoais que criam uma sensação de injustiça. Não se baseia na pobreza absoluta, uma condição em que não se pode atingir um nível necessário para manter os padrões básicos de vida. Em vez disso, a privação relativa reforça a ideia de que, mesmo que uma pessoa seja financeiramente estável, ela ainda pode se sentir relativamente carente. A percepção de ser relativamente carente pode resultar em comportamento criminoso e/ou decisões moralmente problemáticas.  A teoria da privação relativa tem sido cada vez mais usada para explicar parcialmente o crime, pois o aumento dos padrões de vida pode resultar em níveis crescentes de criminalidade. Na criminologia, a teoria da privação relativa explica que as pessoas que sentem inveja e descontentamento dos outros podem recorrer ao crime para adquirir as coisas que não podem pagar.

### Criminologia Rural
A criminologia rural é o estudo das tendências do crime fora das áreas metropolitanas e suburbanas. Os criminologistas rurais usaram teorias de desorganização social e atividades rotineiras. O Relatório de Crime Uniforme do FBI mostra que as comunidades rurais têm tendências de crime significativamente diferentes em oposição às áreas metropolitanas e suburbanas. O crime nas comunidades rurais consiste predominantemente em crimes relacionados a narcóticos, como a produção, uso e tráfico de entorpecentes. A teoria da desorganização social é usada para examinar as tendências envolvendo narcóticos. A desorganização social leva ao uso de narcóticos nas áreas rurais devido às baixas oportunidades educacionais e altas taxas de desemprego. A teoria da atividade de rotina é usada para examinar todos os crimes de rua de baixo nível, como roubo. Muito do crime nas áreas rurais é explicado através da teoria da atividade rotineira, porque muitas vezes há falta de guardiões capazes nas áreas rurais.

### Criminologia Pública
A criminologia pública é uma vertente dentro da criminologia intimamente ligada a ideias associadas à " sociologia pública ", focada na disseminação de insights criminológicos para um público mais amplo do que a academia. Os defensores da criminologia pública argumentam que os criminologistas deveriam "conduzir e disseminar pesquisas sobre crime, lei e desvio em diálogo com as comunidades afetadas". Seu objetivo é que acadêmicos e pesquisadores em criminologia forneçam suas pesquisas ao público para informar as decisões públicas e a formulação de políticas. Isso permite que os criminologistas evitem as restrições da pesquisa criminológica tradicional. Ao fazê-lo, a criminologia pública assume muitas formas, incluindo assessoria de mídia e política, bem como ativismo, educação cívica, alcance comunitário, testemunho de especialistas e coprodução de conhecimento.

## Cientificidade da criminologia
A criminologia é ciência moderna, sendo um modo específico e qualificado de conhecimento e uma sistematização do saber de várias disciplinas. A partir da experimentação desse saber multidisciplinar surgem teorias (um corpo de conceitos sistematizados que permitem conhecer um dado domínio da realidade).
Enquanto ciência, a criminologia possui objeto próprio e um rigor metodológico que inclui a necessidade de experimentação, a possibilidade de refutação de suas teorias e a consciência da transitoriedade de seus postulados. Ainda que interdisciplinar é também ciência autônoma, não se confundindo com nenhuma das áreas que contribuem para a sua formação e sem deixar considerar o jogo dialético da realidade social como um todo.
Objeto da criminologia é o crime, o criminoso (que é o sujeito que se envolve numa situação criminógena de onde deriva o crime), os mecanismos de controle social (formais e informais) que atuam sobre o crime; e, a vítima (que às vezes pode ter inclusive certa culpa no evento).
A relevância da criminologia reside no fato de que não existe sociedade sem crime. Ela contribui para o crescimento do conhecimento científico com uma abordagem adequada do fenômeno criminal.
O fato de ser ciência não significa que ela esteja alheia a sua função na sociedade. Muito pelo contrário, ela filia-se ao princípio de justiça social.
Os estudos em criminologia têm como finalidade, entre outros aspectos, determinar a etiologia do crime, fazer uma análise da personalidade e conduta do criminoso para que se possa puni-lo de forma justa (que é uma preocupação da criminologia e não do Direito Penal), identificar as causas determinantes do fenômeno criminógeno, auxiliar na prevenção da criminalidade; e permitir a ressocialização do delinquente.
Os estudos em criminologia se dividem em dois ramos que não são independentes, mas sim interdependentes. Temos de um lado a Criminologia Clínica (bioantropológica) - esta utiliza-se do método individual, (particular, análise de casos, biológico, experimental), que envolve a indução. De outro lado vemos a Criminologia Geral (sociológica), esta utiliza-se do método estatístico (de grupo, estatístico, sociológico, histórico) que enfatiza o procedimento de dedução.

## Criminologia e sua interação com outras ciências
A interdisciplinaridade é uma perspectiva de abordagem científica envolvendo diversos continentes do saber. Ela é uma visão importante para qualquer ciência social. Em seus estudos, a criminologia se engaja em diálogo tanto com disciplinas das Ciências Sociais ou humanas quanto das Ciências Físicas ou naturais.
Entre as áreas de estudo mais próximas da Criminologia temos:
- Direito penal: o principal ponto de contato da criminologia com o Direito Penal está no fato de que este delimita o campo de estudo da criminologia, na medida em que tipifica (define juridicamente) a conduta delituosa; O direito penal é sancional por excelência; Ele caracteriza os delitos e, através de normas rígidas, prescreve penas que objetivam levar os indivíduos a evitar essas condutas;
- Direito Processual Penal: a Criminologia fornece os elementos necessários para que se estipule o adequado tratamento do réu no âmbito jurisdicional. Também indica qual a personalidade e o contexto social do acusado e do crime, auxiliando os juristas para que a sentença seja mais justa. A criminologia oferece os critérios valorativos da conduta criminosa. Ela pesquisa a eficácia das normas do Direito Penal, bem como estuda e desenvolve métodos de prevenção e ressocialização do criminoso;
- Direito Penitenciário: os dados criminológicos são importantes no Direito Penitenciário para permitir o correto e eficaz tratamento e ressocialização do apenado. A criminologia ajuda a tornar a pena mais humana, buscando o objetivo de punir sem castigar;
- Psicologia Criminal: é ciência que demonstra a dimensão individual do ato criminoso; estuda a personalidade do criminoso, orientando a Criminologia;
- Psiquiatria Criminal: é ramo do saber que identifica as diversas patologias que afetam o criminoso e envolve o estudo da sanidade mental;
- Antropologia criminal: abrange o fenômeno criminológico em sua dimensão holística, ou seja, biopsicosocial. É o Estudo do homem na sua história, em sua totalidade (homem como fator presente no todo);
- Sociologia Criminal: demonstra que a personalidade criminosa é resultante de influências psicológicas e do meio social;
- Ciências Biológicas: fornecem os elementos naturais e orgânicos que influenciam ou determinam a conduta do criminoso;
- Vitimologia: estuda a vítima e sua relação com o crime e o criminoso (estuda a proteção e tratamento da vítima, bem como sua possível influência para a ocorrência do crime);
- Criminalística: é o ramo do conhecimento que cuida da dinâmica de um crime. Estuda os fatores técnicos de como o crime aconteceu. Há um setor especializado da polícia destinado a essa área;
- Ciências Econômicas: estuda o crime a partir do instrumental analítico racionalista. O crime é visto como um mercado e sua oferta é determinada por fatores como o ganho esperado da atividade criminosa, probabilidade de sucesso e intensidade da punição em caso de falha.